# رخاميات إلغن
رخاميات البارثينون والمعروفة أيضًا باسم رخاميات إلغن، هي عبارة عن مجموعة من المنحوتات الرخامية اليونانية الكلاسيكية المصنوعة تحت إشراف المعماري والنحات فيدياس ومساعديه. كانت هذه المنحوتات في الأصل جزءًا من معبد البارثينون ومباني أخرى في الأكروبوليس في أثينا. تُعرض المجموعة الآن في المتحف البريطاني في معرض دوفين المصمم لهذا الغرض.
أزال عملاء توماس بروس، إيرل إلغن السابع بين عامي 1801 و1812، نحو نصف التماثيل الناجية من البارثينون، إلى جانب منحوتات أخرى من البروبيليا وأرخثيون. نُقل الرخام عن طريق البحر إلى بريطانيا. ادعى إلغن لاحقًا أنه حصل في عام 1801 على مرسوم رسمي (فرمان) من الباب العالي، الحكومة المركزية للإمبراطورية العثمانية التي كانت آنذاك حكام اليونان. لم يُعثر على هذا الفرمان في الأرشيفات العثمانية على الرغم من وفرة الوثائق التي تعود إلى نفس الفترة، إضافة إلى أن صحتها شكلت موضع خلاف. يعرض متحف الأكروبوليس جزءًا من الإفريز الكامل، في محاذاة اتجاه البارثينون وعلى مرأى منه، مع وضع علامة واضحة على موقع العناصر المفقودة والمساحة المتبقية في حالة إعادتها إلى أثينا.
كان الحصول على مجموعة من المجموعات في بريطانيا أمرًا مدعومًا من البعض، بينما شبه البعض الآخر مثل اللورد بايرون، أفعال إيرل بالتخريب أو النهب. باع الرخام للحكومة البريطانية في عام 1816، بعد نقاش عام عُقد في البرلمان وبعد إعفائه لاحقًا من إلغن. نُقلت بعد ذلك إلى المتحف البريطاني، حيث تُعرض الآن في المبنى الذي صُمم لهذا الغرض والمعروف بمعرض دوفين.
بدأت الدولة اليونانية التي كانت حديثة التأسيس، سلسلة من المشاريع لترميم آثارها واستعادة الفن المنهوب، بعد حصولها على استقلالها عن الإمبراطورية العثمانية في عام 1832. أعربت الدولة اليونانية عن رفضها لإزالة إلغن للرخام من الأكروبوليس والبارثينون، والتي تُعد واحدة من أعظم المعالم الثقافية في العالم. كُثفت الجهود الدولية لإعادة الرخاميات إلى اليونان في الثمانينيات من القرن العشرين، برعاية من وزيرة الثقافة اليونانية آنذاك ميلينا ميركوري، ويوجد اليوم العديد من المنظمات التي تناضل بنشاط من أجل عودة الرخاميات، والعديد من هذه المنظمات متحد مع بعضه كجزء من الرابطة الدولية لجمع شمل تماثيل البارثينون. تواصل الحكومة اليونانية بنفسها الحث على إعادة الرخاميات إلى أثينا، للم شملها مع الرخاميات المتبقية واستعادة استمرارية الإفريز الكامل في البارثينون، من خلال الوسائل الدبلوماسية والسياسية والقانونية.
عرضت اليونيسكو في عام 2014، التوسط بين اليونان والمملكة المتحدة لحل هذا النزاع، على الرغم من رفض المتحف البريطاني لذلك لاحقًا، على أساس أن اليونيسكو تعمل مع الهيئات الحكومية وليس مع أمناء المتحف.

## خلفية
بُني البارثينون في العصر القديم، وتضرر بشكل كبير إثر الزلازل، وأثناء الحرب الفينيسية التركية (1683- 1699) ضد الإمبراطورية العثمانية، حصن الأتراك المدافعون الأكروبوليس واستخدموا البارثينون كقلعة. أطلقت مدفعية فينيسية من تل فيلوبايوس نيرانها ففجرت البارثينون، ودمر المبنى بشكل جزئي. أدى الانفجار إلى تدمير الجزء المركزي من المبنى وتسبب في انهيار جدران المصلى وتحويلها إلى أنقاض. انهارت ثلاثة من أصل أربعة جدران، أو ما يقارب ذلك، وسقطت نحو ثلاثة أخماس المنحوتات من الإفريز. قُتل نحو 300 شخص في الانفجار الذي أمطر شظايا رخامية على مساحة كبيرة. كُنست أجزاء من الهيكل المتبقي بحثًا عن مواد البناء خلال القرن ونصف القرن التاليين، ونُهبت الأشياء المتبقية ذات القيمة.

## المقتنيات
عُين إيرل إلغن في نوفمبر من عام 1798، «سفيرًا فوق العادة ومفوض وزارة من صاحب الجلالة البريطانية إلى الباب العالي لسليم الثالث، سلطان تركيا» (كانت اليونان آنذاك جزءًا من الإمبراطورية العثمانية). قبل مغادرته لتولي المنصب، اتصل بمسؤولي الحكومة البريطانية للاستفسار عما إذا كانوا مهتمين بتوظيف فنانين لأخذ قوالب ورسومات لأجزاء منحوتة من البارثينون. وفقًا للورد إلغن، «كان رد الحكومة...النفي تمامًا».
قرر اللورد إلغن تنفيذ العمل بنفسه، ووظف فنانين لأخذ القوالب والرسومات تحت إشراف رسام البلاط النابولي، جيوفاني لوسيري. بحسب ما جاء به مواطن تركي محلي، فإن التماثيل الرخامية التي سقطت كان تُحرق للحصول على الجير من أجل استخدامه في أعمال البناء. على الرغم من أن نية اللورد إلغن الأصلية كانت فقط توثيق المنحوتات، فقد بدأ عام 1801، بإزالة المواد من البارثينون والهياكل المحيطة به تحت إشراف لوسيري. أُزيلت القطع أيضًا من الأرخثيون والبروبيليا ومعبد أثينا نايكي، وتقع كلها داخل الأكروبوليس.
اكتملت أعمال التنقيب والإزالة في عام 1812 بتكلفة شخصية لإلغن، بلغت نحو 70000 جنيه إسترليني. كان إلغن ينوي استخدام الرخام لتزيين منزل برومهول، وهو منزله الخاص بالقرب من دنفيرملين في اسكتلندا، ولكن دعوى الطلاق المكلفة أجبرته على بيعها لتسوية ديونه. باع إلغن رخاميات البارثينون للحكومة البريطانية بأقل من تكلفة شرائها، ورفض العروض الأعلى من المشترين المحتملين الأخرين، بمن فيهم نابليون.

## الوصف
تشمل رخاميات البارثينون التي حصل عليها إلغن نحو 21 شخصية من التماثيل الشرقية والغربية، و15 ميتوبي أصلية من أصل 95، تصور المعارك بين اللابيث والقنطور، إضافة إلى 75 مترًا من إفريز البارثينون التي زينت المسار الأفقي فوق العتبة الداخلية للمعبد. على هذا النحو، فهي تمثل أكثر من نصف ما تبقى الآن من الزخارف النحتية الصامدة من البارثينون.
تضمنت مقتنيات إلغن أيضًا أشياء من مباني أخرى في الأكربوليس الأثيني: تماثيل عذارى كارواي من الأرخثيون، وأربع بلاطات من حواجز معبد أثينا نايكي، وعدد من الأجزاء المعمارية الأخرى للبارثينون وبروبيليا وأرخثيون ومعبد أثينا نايكي وخزانة أتريس.